# Кристен Бел
Кристен Ан Бел (на английски: Kristen Anne Bell) е американска телевизионна и филмова актриса, известна още в миналото и с участие в няколко мюзикъла.

## Биография
От 2004 г. играе Вероника Марс в едноименния сериал, по продукция на Роб Томас. През 2005 г. печели награда „Сатурн“ за най-добра актриса в сериал, а през 2006 г. се присъединява към актьорския състав на американския сериал „Герои“, има и кратко участие в сериала Клюкарката, където озвучава Клюкарката.
Известно е, че Бел от 11-годишна е вегетарианка и в интервю отбелязва, че винаги е обичала животните.

### Личен живот
През 2007 г. Бел прекратява 5-годишната си връзка с Кевин Ман. От 2007 г. има връзка с американския актьор, писател и продуцент Дакс Шепърд., за когото се омъжва през 2013 г.. Съпрузите имат две дъщери — Линкълн Бел Шепърд (род. 28 март 2013 г.) и Делта Бел Шепърд (род. 19 декември 2014 г.).

## Частична филмография
- „Спартанец“ (2004)
- „Дълбока вода“ (2005)
- „Пулс“ (2006)
- „Прелъстен и изоставен“ (2008)
- „С жени на море“ (2009)
- „Сериозни на лунна светлина“ (2009)
- „Когато си в Рим“ (2010)
- „Секс, наркотици и Лас Вегас“ (2010)
- „Пак ли ти?“ (2010)
- „Бурлеска“ (2010)
- „Писък 4“ (2011)
- „Чудо сред ледовете“ (2012)
- „Гепи и бегай“ (2012)
- „Влюбени“ (2012)
- „Пълен т*шак“ (2013)
- „Спасителката“ (2013)
- „Вероника Марс“ (2014)
- „Голямата работа“ (2016)
- „Палави мамчета“ (2016)
- „Как да бъдеш латино любовник“ (2017)

Телевизия
- „Вероника Марс“ (2004 – 2007)
- „Герои“ (2007 – 2008)
- „Обител на лъжата“ (2012 – 2016)
- „На по-добро място“ (от 2016 г.)

Озвучаване
- „Астробой“ (2009)
- „Клюкарката“ (2007 – 2012)
- „Замръзналото кралство“ (2013)
- „Треска по Замръзналото кралство“ (2015)
- „Зоотрополис“ (2016)
- „Замръзналото кралство 2“ (2019)